# Табалов Андрій Олександрович
Андрій Олександрович Табалов (нар. 8 січня 1978 року, місто Кропивницький) — український політик і підприємець. Народний депутат України VII скликання, крім іншого, не голосував за «Диктаторські закони» у січні 2014 року. Секретар міської ради міста Кропивницького VII скликання (2016-2019).

## Освіта
2001 р. — Брайтонський університет (Велика Британія), факультет бізнесу.
2009 р. — Центральноукраїнський національний технічний університет, факультет економіки і підприємства.
2015 р. — Національний університет «Одеська юридична академія» —  юрист.

## Трудова діяльність
1996 —1998 рр. — комерційний агент ТОВ «Кіровоградоптсервіс»
Вересень 1998 р. — листопад 1998 р. — комерційний директор ТОВ "Магазин «1001 дрібниця».
Січень 2001 р. — листопад 2001 р. — фінансовий аналітик у компанії «Американ Експрес» у Лондоні.
2001 — 2003 рр. — менеджер з постачання спільного українсько-італійського підприємства ТОВ «Лігурія».
2003 — 2007 рр. — фінансовий директор ЗАТ «Формула».
2007 — 2011 рр. — директор спільного українсько-італійського підприємства ТОВ «Лігурія».
З 2012 р. — директор ТОВ «Домініон-Кіровоград».
З грудня 2014 року по вересень 2016 року — Генеральний директор ТОВ «Молочна компанія „Волошкове поле“», голова громадської організації «Рідний Кіровоград».
Був головою Кіровоградської територіальної організації партії «Фронт змін».
Обирався депутатом Кіровоградської міської ради V, VII і VIII скликання, депутатом Кіровоградської обласної ради VI скликання.
3 12 грудня 2012 року — 27 листопада 2014 року — народний депутат України VII скликання. Працював у Комітеті з питань податкової та митної політики, очолював підкомітет з питань місцевих податків та зборів.
У вересні 2016 року обраний секретарем Кіровоградської міської ради сьомого скликання. Восени 2020 знову став депутатом міськради. Обидва рази як перший номер списку партії Наш край.
З дитинства займається спортом, має чорний пояс із дзюдо, очолював Федерацію дзюдо та самбо Кіровоградської області до 2016 року, опікується кількома спортивними залами та майданчиками.

## Політична діяльність
На парламентських виборах 2012 р. був обраний народним депутатом Верховної Ради України від ВО «Батьківщина» по одномандатному мажоритарному виборчому округу № 99. За результатами голосування отримав перемогу набравши 32,80% голосів виборців..
За час діяльності у Верховній Раді, зареєстрував 15 законопроєктів, усі законодавчі ініціативи були розроблені на основі звернень громадян та в більшості стосуються місцевих проблем Кропивницького.
Голосував: за Ратифікацію Угоди з ЄС, за Закон про очищення влади (люстрацію), за повернення до Конституції 2004 року, за антикорупційні закони, за новий закон про прокуратуру, за закон про створення Антикорупційного бюро, за амністію учасників акцій мирного протесту (Євромайдану) та не голосував за диктаторські закони Януковича під час ручного голосування 16 січня 2014 року.
З 2009 року і до конфлікту в грудні 2012 очолював обласну організацію партії Фронт Змін. В 2012-2016 безпартійний. На місцевих виборах 2016 і 2020 року балотувався на чолі списку партії Наш край. Обраний депутатом міської ради Кропивницького 2016 року, був головою фракції політичної партії Наш край та співголовою депутатської групи Рідний край. 2021 року знов очолив фракцію Наш край, до якої, крім нього, входило два депутата.

### Конфлікт із об'єднаною опозицією в парламенті VII скликання
11 грудня 2012 р. Андрій Табалов та його батько Олександр Миколайович відмовилися писати заяву про входження до складу парламентської фракції Об'єднаної опозиції «Батьківщина». Про це заявив її тодішній лідер Арсеній Яценюк. При цьому сам Андрій Табалов до заяви Арсенія Яценюка ніколи публічно не заявляв про наміри не вступати у фракцію «Батьківщина». Розгорівся скандал. Табалових назвали першими «тушками» сьомого скликання. Депутати опозиції у перший робочий день показово виштовхували Табалових із сесійної зали і звинувачували їх у намірах вступити в Партію Регіонів. В той же час їх картки були зареєстровані в залі, імовірно, саме регіоналами
Згодом Андрій Табалов пояснив причину цих подій. За його словами, напередодні 12 грудня він мав розмову з Арсенієм Яценюком, де висловив йому невдоволення недостатньою підтримкою, яку надавала Об'єднана опозиція під час парламентських виборів у Кропивницькому (тоді — Кіровограді) в окрузі № 99. Фактично Андрій Табалов змушений був сам на сам відстоювати результат виборів у своєму окрузі в суді. Про недостатню підтримку з боку Об’єднаної опозиції також заявляв в ефірі телепрограми Шустер.Live його батько — Олександр Табалов. Наступного дня після висловлення претензій Арсенію Яценюку стався показовий скандал у Верховній Раді. До 2014 року Табалови офіційно так і не приєдналися до жодної з депутатських груп. Рух Чесно підрахував, що 70% голосувань Андрія Табалова були провладними, що сам він спростовує, вважаючи підрахунок некоректним.
В лютому 2014 року разом з батьком увійшов до створеної В. Хомутинніком групи Економічний розвиток в якій перебував до припинення повноважень парламенту восени 2014.

### Робота в окрузі. Громадська приймальня
Громадська приймальня народного депутата Андрія Табалова була відкрита у в лютому 2013 року, адреса: м. Кропивницький, вул. Шевченка, 60.
За неповних 2 роки роботи народним депутатом, до громадської приймальні звернулось  1788 кропивничан.
У письмовій формі надійшло 1408 звернень, у тому числі понад 130 колективних звернень. За результатами звернень громадян Андрій Табалов протягом каденції нардепа направив 1030 депутатських звернень — для вирішення проблем кропивничан.
З липня 2014 року при громадській приймальні Андрія Табалова вперше в Україні було відкрито Штаб юридичної допомоги військовослужбовцям, де фахову юридичну допомогу надавали військові юристи. Починаючи з липня 2014 року ними було оброблено понад 150 звернень від учасників АТО та їх рідних.
Провів більше 30 особистих прийомів, та понад 50 зустрічей із людьми у дворах будинків.

## Сім'я
Батько — Табалов Олександр Миколайович.
Одружений, має двох доньок.